# Japonia na Mistrzostwach Świata w Lekkoatletyce 2019
Japonia na Mistrzostwach Świata w Lekkoatletyce 2019 – reprezentacja Japonii podczas mistrzostw świata w Doha liczyła 53 zawodników.

## Medaliści
| Medal | Zawodnik                                                                             | Konkurencja        | Rezultat | Data           |
| ----- | ------------------------------------------------------------------------------------ | ------------------ | -------- | -------------- |
| złoto | Yūsuke Suzuki                                                                        | chód na 50 km      | 4:04:20  | 28 września    |
| złoto | Toshikazu Yamanishi                                                                  | chód na 20 km      | 1:26:34  | 4 października |
| brąz  | Shūhei Tada Kirara Shiraishi Yoshihide Kiryū Abdul Hakim Sani Brown Yūki Koike (el.) | sztafeta 4 × 100 m | 37,43    | 5 października |

## Skład reprezentacji

### Mężczyźni
| Zawodnik                                                                             | Konkurencja                | Preeliminacje | Preeliminacje | Eliminacje | Eliminacje | Półfinał | Półfinał | Finał   | Finał   | Źródło        |
| Zawodnik                                                                             | Konkurencja                | Wynik         | Pozycja       | Wynik      | Pozycja    | Wynik    | Pozycja  | Wynik   | Pozycja | Źródło        |
| ------------------------------------------------------------------------------------ | -------------------------- | ------------- | ------------- | ---------- | ---------- | -------- | -------- | ------- | ------- | ------------- |
| Yoshihide Kiryū                                                                      | bieg na 100 m              | BYE           | BYE           | 10,18      | 15. q      | 10,16    | 15.      | NQ      | NQ      | [ 1 ] [ 2 ]   |
| Yūki Koike                                                                           | bieg na 100 m              | BYE           | BYE           | 10,21      | 20. q      | 10,28    | 22.      | NQ      | NQ      | [ 1 ] [ 2 ]   |
| Abdul Hakim Sani Brown                                                               | bieg na 100 m              | BYE           | BYE           | 10,09      | 8. Q       | 10,15    | 14.      | NQ      | NQ      | [ 1 ] [ 2 ]   |
| Yūki Koike                                                                           | bieg na 200 m              | —             | —             | 20,46      | 24.        | NQ       | NQ       | NQ      | NQ      | [ 3 ]         |
| Kirara Shiraishi                                                                     | bieg na 200 m              | —             | —             | 20,62      | 30.        | NQ       | NQ       | NQ      | NQ      | [ 3 ]         |
| Jun Yamashita                                                                        | bieg na 200 m              | —             | —             | 20,62      | 31.        | NQ       | NQ       | NQ      | NQ      | [ 3 ]         |
| Julian Walsh                                                                         | bieg na 400 m              | —             | —             | 45,14      | 7. Q       | 45,13    | 13.      | NQ      | NQ      | [ 4 ] [ 5 ]   |
| Kōhei Futaoka                                                                        | maraton                    | —             | —             | —          | —          | —        | —        | 2:19,23 | 37.     | [ 6 ]         |
| Yūki Kawauchi                                                                        | maraton                    | —             | —             | —          | —          | —        | —        | 2:17:59 | 29.     | [ 6 ]         |
| Hiroki Yamagishi                                                                     | maraton                    | —             | —             | —          | —          | —        | —        | 2:16,43 | 25.     | [ 6 ]         |
| Shunsuke Izumiya                                                                     | bieg na 110 m przez płotki | —             | —             | DNS        | DNS        | NQ       | NQ       | NQ      | NQ      | [ 7 ] [ 8 ]   |
| Taiō Kanai                                                                           | bieg na 110 m przez płotki | —             | —             | 13,74      | 29.        | NQ       | NQ       | NQ      | NQ      | [ 7 ] [ 8 ]   |
| Shun’ya Takayama                                                                     | bieg na 110 m przez płotki | —             | —             | 13,32      | 5. Q       | 13,58    | 17.      | NQ      | NQ      | [ 7 ] [ 8 ]   |
| Takatoshi Abe                                                                        | bieg na 400 m przez płotki | —             | —             | 49,25      | 2. Q       | 48,97    | 10.      | NQ      | NQ      | [ 9 ] [ 10 ]  |
| Masaki Toyoda                                                                        | bieg na 400 m przez płotki | —             | —             | 50,34      | 24. q      | 50,30    | 23.      | NQ      | NQ      | [ 9 ] [ 10 ]  |
| Shūhei Tada Kirara Shiraishi Yoshihide Kiryū Abdul Hakim Sani Brown Yūki Koike (el.) | sztafeta 4 × 100 metrów    | —             | —             | 37,38      | 3. Q       | —        | —        | 37,43   | 3.      | [ 11 ] [ 12 ] |
| Julian Walsh Shōta Iizuka Kentarō Satō Kōta Wakabayashi                              | sztafeta 4 × 400 metrów    | —             | —             | 3:02,05    | 9.         | —        | —        | NQ      | NQ      | [ 13 ]        |
| Kōki Ikeda                                                                           | chód na 20 kilometrów      | —             | —             | —          | —          | —        | —        | 1:29:02 | 6.      | [ 14 ]        |
| Eiki Takahashi                                                                       | chód na 20 kilometrów      | —             | —             | —          | —          | —        | —        | 1:30:04 | 10.     | [ 14 ]        |
| Toshikazu Yamanishi                                                                  | chód na 20 kilometrów      | —             | —             | —          | —          | —        | —        | 1:26:34 | 1.      | [ 14 ]        |
| Hayato Katsuki                                                                       | chód na 50 kilometrów      | —             | —             | —          | —          | —        | —        | 4:46:10 | 27.     | [ 15 ]        |
| Tomohiro Noda                                                                        | chód na 50 kilometrów      | —             | —             | —          | —          | —        | —        | DNF     | DNF     | [ 15 ]        |
| Yūsuke Suzuki                                                                        | chód na 50 kilometrów      | —             | —             | —          | —          | —        | —        | 4:04:20 | 1.      | [ 15 ]        |

| Zawodnik          | Konkurencja    | Kwalifikacje | Kwalifikacje | Finał | Finał   | Źródło        |
| Zawodnik          | Konkurencja    | Wynik        | Pozycja      | Wynik | Pozycja | Źródło        |
| ----------------- | -------------- | ------------ | ------------ | ----- | ------- | ------------- |
| Yūki Hashioka     | skok w dal     | 8,07         | 3. q         | 7,97  | 8.      | [ 16 ] [ 17 ] |
| Shōtarō Shiroyama | skok w dal     | 7,94         | 8. q         | 7,77  | 11.     | [ 16 ] [ 17 ] |
| Hibiki Tsuha      | skok w dal     | 7,72         | 18.          | NQ    | NQ      | [ 16 ] [ 17 ] |
| Takashi Etō       | skok wzwyż     | 2,17         | 25.          | NQ    | NQ      | [ 18 ]        |
| Ryo Sato          | skok wzwyż     | 2,22         | 22.          | NQ    | NQ      | [ 18 ]        |
| Naoto Tobe        | skok wzwyż     | 2,26         | 14.          | NQ    | NQ      | [ 18 ]        |
| Masaki Ejima      | skok o tyczce  | 5,45         | 28.          | NQ    | NQ      | [ 19 ]        |
| Daichi Sawano     | skok o tyczce  | 5,45         | 27.          | NQ    | NQ      | [ 19 ]        |
| Seito Yamamoto    | skok o tyczce  | 5,60         | 20.          | NQ    | NQ      | [ 19 ]        |
| Ryōhei Arai       | rzut oszczepem | 81,71        | 15.          | NQ    | NQ      | [ 20 ]        |

Dziesięciobój
| Zawodnik       | Konkurencja | 100 m | SD   | PK    | SW   | 400 m | 110 m ppł | RD    | ST   | RO    | 1500 m  | Wynik | Pozycja | Źródło |
| -------------- | ----------- | ----- | ---- | ----- | ---- | ----- | --------- | ----- | ---- | ----- | ------- | ----- | ------- | ------ |
| Keisuke Ushiro | Rezultat    | 11,44 | 6,90 | 14,31 | 1,90 | 51,42 | 15,26     | 48,41 | 4,40 | 61,36 | 4:52,12 | 7545  | 16.     | [ 21 ] |
| Keisuke Ushiro | Punkty      | 765   | 790  | 747   | 714  | 750   | 818       | 837   | 731  | 758   | 606     | 7545  | 16.     | [ 21 ] |

### Kobiety
| Zawodniczka       | Konkurencja                   | Eliminacje | Eliminacje | Półfinał | Półfinał | Finał    | Finał   | Źródło        |
| Zawodniczka       | Konkurencja                   | Wynik      | Pozycja    | Wynik    | Pozycja  | Wynik    | Pozycja | Źródło        |
| ----------------- | ----------------------------- | ---------- | ---------- | -------- | -------- | -------- | ------- | ------------- |
| Tomoka Kimura     | bieg na 5000 m                | 15:53,08   | 24.        | —        | —        | NQ       | NQ      | [ 22 ] [ 23 ] |
| Nozomi Tanaka     | bieg na 5000 m                | 15:04,66   | 12. q      | —        | —        | 15:00,01 | 14.     | [ 22 ] [ 23 ] |
| Hitomi Niiya      | bieg na 10 000 m              | —          | —          | —        | —        | 31:12,99 | 11.     | [ 24 ]        |
| Minami Yamanouchi | bieg na 10 000 m              | —          | —          | —        | —        | 32:53,46 | 19.     | [ 24 ]        |
| Ayano Ikemitsu    | maraton                       | —          | —          | —        | —        | DNF      | DNF     | [ 25 ]        |
| Madoka Nakano     | maraton                       | —          | —          | —        | —        | 2:42:39  | 11.     | [ 25 ]        |
| Mizuki Tanimoto   | maraton                       | —          | —          | —        | —        | 2:39:09  | 7.      | [ 25 ]        |
| Ayako Kimura      | bieg na 100 m przez płotki    | 13,19      | 28.        | NQ       | NQ       | NQ       | NQ      | [ 26 ]        |
| Asuka Terada      | bieg na 100 m przez płotki    | 13,20      | 29.        | NQ       | NQ       | NQ       | NQ      | [ 26 ]        |
| Reimi Yoshimura   | bieg na 3000 m z przeszkodami | 9:55,72    | 39.        | —        | —        | NQ       | NQ      | [ 27 ]        |
| Nanako Fujii      | chód na 20 km                 | —          | —          | —        | —        | 1:34:50  | 7.      | [ 28 ]        |
| Kumiko Okada      | chód na 20 km                 | —          | —          | —        | —        | 1:34:36  | 6.      | [ 28 ]        |
| Reimi Yoshimura   | chód na 50 km                 | —          | —          | —        | —        | 4:41:02  | 11.     | [ 29 ]        |

| Zawodniczka      | Konkurencja    | Kwalifikacje | Kwalifikacje | Finał | Finał   | Źródło |
| Zawodniczka      | Konkurencja    | Wynik        | Pozycja      | Wynik | Pozycja | Źródło |
| ---------------- | -------------- | ------------ | ------------ | ----- | ------- | ------ |
| Nanaka Kori      | rzut dyskiem   | 48,82        | 29.          | NQ    | NQ      | [ 30 ] |
| Haruka Kitaguchi | rzut oszczepem | 60,84        | 13.          | NQ    | NQ      | [ 31 ] |
| Yuka Satō        | rzut oszczepem | 55,03        | 29.          | NQ    | NQ      | [ 31 ] |

### Mieszane
| Zawodnicy                                                  | Konkurencja             | Eliminacje | Eliminacje | Półfinał | Półfinał | Finał | Finał   | Źródło |
| Zawodnicy                                                  | Konkurencja             | Wynik      | Pozycja    | Wynik    | Pozycja  | Wynik | Pozycja | Źródło |
| ---------------------------------------------------------- | ----------------------- | ---------- | ---------- | -------- | -------- | ----- | ------- | ------ |
| Seika Aoyama Kōta Wakabayashi Tomoya Tamura Saki Takashima | sztafeta 4 × 400 metrów | 3:18,77    | 16.        | —        | —        | NQ    | NQ      | [ 32 ] |